# Svédország az 1936. évi téli olimpiai játékokon
Svédország a németországi Garmisch-Partenkirchenben megrendezett 1936. évi téli olimpiai játékok egyik részt vevő nemzete volt. Az országot az olimpián 7 sportágban 32 sportoló képviselte, akik összesen 7 érmet szereztek.

## Érmesek
| Érem  | Versenyző                                              | Sportág     | Versenyszám           |
| ----- | ------------------------------------------------------ | ----------- | --------------------- |
| Arany | Erik Larsson                                           | Sífutás     | Férfi 18 km           |
| Arany | Elis Wiklund                                           | Sífutás     | Férfi 50 km           |
| Ezüst | Axel Wikström                                          | Sífutás     | Férfi 50 km           |
| Ezüst | Sven Eriksson                                          | Síugrás     | Egyéni, normálsánc    |
| Bronz | Vivi-Anne Hultén                                       | Műkorcsolya | Női egyéni            |
| Bronz | Nils Englund                                           | Sífutás     | Férfi 50 km           |
| Bronz | Martin Matsbo John Berger Erik Larsson Arthur Häggblad | Sífutás     | Férfi 4 × 10 km váltó |

## Alpesisí
Férfi
| Versenyző      | Versenyszám | Lesiklás | Lesiklás | Lesiklás | Műlesiklás | Műlesiklás | Műlesiklás | Műlesiklás | Műlesiklás | Műlesiklás | Műlesiklás | Összesítés | Összesítés |
| Versenyző      | Versenyszám | Lesiklás | Lesiklás | Lesiklás | 1. futam   | 1. futam   | 2. futam   | 2. futam   | Össz.      | Össz.      | Össz.      | Összesítés | Összesítés |
| Versenyző      | Versenyszám | Idő      | Pont     | Hely.    | Idő        | Hely.      | Idő        | Hely.      | Idő        | Pont       | Hely.      | Pont       | Helyezés   |
| -------------- | ----------- | -------- | -------- | -------- | ---------- | ---------- | ---------- | ---------- | ---------- | ---------- | ---------- | ---------- | ---------- |
| Bertil Persson | Összetett   | 6:26,0   | 74,46    | 35.*     | 1:43,4     | 28.        | 1:54,0     | 30.        | 3:37,4     | 67,43      | 30.        | 70,95      | 31.        |

* - egy másik versenyzővel azonos eredményt ért el

## Északi összetett
| Versenyző       | Sífutás | Sífutás | Sífutás | Síugrás    | Síugrás    | Síugrás  | Síugrás  | Síugrás | Síugrás | Összesítés | Összesítés |
| Versenyző       | Sífutás | Sífutás | Sífutás | 1. ugrás   | 1. ugrás   | 2. ugrás | 2. ugrás | Össz.   | Össz.   | Összesítés | Összesítés |
| Versenyző       | Idő     | Pont    | Hely.   | Távolság   | Pont       | Távolság | Pont     | Pont    | Hely.   | Pont       | Helyezés   |
| --------------- | ------- | ------- | ------- | ---------- | ---------- | -------- | -------- | ------- | ------- | ---------- | ---------- |
| Hasse Hedjerson | 1:25:50 | 182,4   | 22.     | nem indult | nem indult | kiesett  | kiesett  | kiesett | kiesett | kiesett    | kiesett    |
| Holger Lundgren | 1:29:57 | 161,2   | 31.     | 50,0       | 58,3       | 53,0     | 93,7     | 152,0   | 42.     | 313,2      | 40.        |
| Jonas Westman   | 1:25:38 | 183,4   | 20.     | 47,5       | 101,7      | 46,5     | 97,6     | 199,3   | 10.     | 382,7      | 11.        |

## Gyorskorcsolya
| Versenyző      | Versenyszám | Eredmény | Helyezés |
| -------------- | ----------- | -------- | -------- |
| Axel Johansson | 500 m       | 46,1     | 18.      |
| Axel Johansson | 1500 m      | 2:29,9   | 29.      |
| Axel Johansson | 5000 m      | 9:06,4   | 26.      |
| Axel Johansson | 10 000 m    | 18:38,2  | 22.      |

## Jégkorong
| Svéd férfi jégkorongcsapat-játékoskeret                                                                               | Svéd férfi jégkorongcsapat-játékoskeret                                                                    |
| --- | --- |
| - Stig Andersson - Sven Bergguist - Herman Carlsson - Ruben Carlsson - Holger Engberg - Åke Ericson - Lennart Hellman | - Torsten Jöhncke - Wilhelm Larsson - Yngve Liljeberg - Bertil Lundell - Bertil Norberg - Wilhelm Petersén |

### Eredmények
Csoportkör
D csoport
| Csapat         | M | Gy | D | V | G+ | G– | Gk | P |
| -------------- | - | -- | - | - | -- | -- | -- | - |
| Nagy-Britannia | 2 | 2  | 0 | 0 | 4  | 0  | +4 | 4 |
| Svédország     | 2 | 1  | 0 | 1 | 2  | 1  | +1 | 2 |
| Japán          | 2 | 0  | 0 | 2 | 0  | 5  | –5 | 0 |

| 1936. február 6. | Nagy-Britannia (GBR) | 1 – 0 (1–0, 0–0, 0–0) | Svédország | Garmisch-Partenkirchen |

|  |  |  |  |  |
|  |  |  |  |  |
|  |  |  |  |  |
|  |  |  |  |  |

| 1936. február 8. | Svédország (SWE) | 2 – 0 (1–0, 1–0, 0–0) | Japán | Garmisch-Partenkirchen |

|  |  |  |  |  |
|  |  |  |  |  |
|  |  |  |  |  |
|  |  |  |  |  |

Középdöntő
B csoport
| Csapat           | M | Gy | D | V | G+ | G– | Gk | P |
| ---------------- | - | -- | - | - | -- | -- | -- | - |
| Egyesült Államok | 3 | 3  | 0 | 0 | 5  | 1  | +4 | 6 |
| Csehszlovákia    | 3 | 2  | 0 | 1 | 6  | 4  | +2 | 4 |
| Svédország       | 3 | 1  | 0 | 2 | 3  | 6  | –3 | 2 |
| Ausztria         | 3 | 0  | 0 | 3 | 1  | 4  | –3 | 0 |

| 1936. február 11. | Svédország (SWE) | 1 – 0 (1–0, 0–0, 0–0) | Ausztria | Garmisch-Partenkirchen |

|  |  |  |  |  |
|  |  |  |  |  |
|  |  |  |  |  |
|  |  |  |  |  |

| 1936. február 12. | Csehszlovákia (TCH) | 4 – 1 (0–1, 2–0, 2–0) | Svédország | Garmisch-Partenkirchen |

|  |  |  |  |  |
|  |  |  |  |  |
|  |  |  |  |  |
|  |  |  |  |  |

| 1936. február 13. | Egyesült Államok (USA) | 2 – 1 (0–0, 1–1, 0–0) | Svédország | Garmisch-Partenkirchen |

|  |  |  |  |  |
|  |  |  |  |  |
|  |  |  |  |  |
|  |  |  |  |  |

| Csapat     | Helyezés |
| ---------- | -------- |
| Svédország | 7.       |

## Műkorcsolya
| Versenyző        | Versenyszám | Kötelező elemek   | Kötelező elemek | Kűr               | Kűr   | Összesítés                     | Összesítés                     | Összesítés                     | Összesítés                     | Összesítés                     | Összesítés                     | Összesítés                     | Összesítés        | Összesítés  | Összesítés | Összesítés |
| Versenyző        | Versenyszám | Kötelező elemek   | Kötelező elemek | Kűr               | Kűr   | Helyezési pontszámok bírónként | Helyezési pontszámok bírónként | Helyezési pontszámok bírónként | Helyezési pontszámok bírónként | Helyezési pontszámok bírónként | Helyezési pontszámok bírónként | Helyezési pontszámok bírónként | Több. hely. száma | Hely. össz. | Pont       | Helyezés   |
| Versenyző        | Versenyszám | Több. hely. száma | Hely.           | Több. hely. száma | Hely. | 1                              | 2                              | 3                              | 4                              | 5                              | 6                              | 7                              | Több. hely. száma | Hely. össz. | Pont       | Helyezés   |
| ---------------- | ----------- | ----------------- | --------------- | ----------------- | ----- | ------------------------------ | ------------------------------ | ------------------------------ | ------------------------------ | ------------------------------ | ------------------------------ | ------------------------------ | ----------------- | ----------- | ---------- | ---------- |
| Vivi-Anne Hultén | Női egyéni  | 4×4+              | 4.              | 5×5+              | 4.*   | 4,0                            | 4,0                            | 3,0                            | 4,0                            | 3,0                            | 7,0                            | 3,0                            | 6×4+              | 28,0        | 2763,2     |            |

* - egy másik versenyzővel azonos eredményt ért el

## Sífutás
| Versenyző                                              | Versenyszám     | Eredmény | Helyezés |
| ------------------------------------------------------ | --------------- | -------- | -------- |
| Artur Häggblad                                         | 18 km           | 1:18:55  | 8.       |
| Erik Larsson                                           | 18 km           | 1:14:38  |          |
| Ivan Lindgren                                          | 18 km           | 1:21:04  | 17.      |
| Martin Matsbo                                          | 18 km           | 1:17:02  | 4.       |
| Hjalmar Bergström                                      | 50 km           | 3:35:50  | 4.       |
| Nils Englund                                           | 50 km           | 3:34:10  |          |
| Axel Wikström                                          | 50 km           | 3:33:20  |          |
| Elis Wiklund                                           | 50 km           | 3:30:11  |          |
| John Berger Erik Larsson Arthur Häggblad Martin Matsbo | 4 × 10 km váltó | 2:43:03  |          |

## Síugrás
| Versenyző        | 1. ugrás | 1. ugrás | 1. ugrás | 2. ugrás | 2. ugrás | 2. ugrás | Összesítés | Összesítés |
| Versenyző        | Távolság | Pont     | Hely.    | Távolság | Pont     | Hely.    | Pont       | Helyezés   |
| ---------------- | -------- | -------- | -------- | -------- | -------- | -------- | ---------- | ---------- |
| Sven Eriksson    | 76,0     | 115,5    | 1.       | 76,0     | 115,0    | 3.       | 230,5      |            |
| Nils Hjelmström  | 68,0     | 105,1    | 13.      | 62,5     | 99,7     | 27.      | 204,8      | 16.        |
| Sixten Johansson | 63,0     | 101,5    | 21.      | 66,0     | 104,6    | 15.      | 206,1      | 15.        |
| Axel Östrand     | 61,0     | 97,8     | 30.      | 68,0     | 105,6    | 13.      | 203,4      | 22.        |